# 1351 w polityce
Wydarzenia polityczne w 1351 roku.

## Wydarzenia
- w trakcie walk w wojnie stuletniej Francja zajęła Montpellier i Delfinat[1].
- czerwiec-sierpień Nieudana wyprawa polsko-węgierska przeciwko Litwie[1].
- 18 września książęta mazowieccy uznali się lennikami Kazimierza Wielkiego[2][3].

## Urodzili się

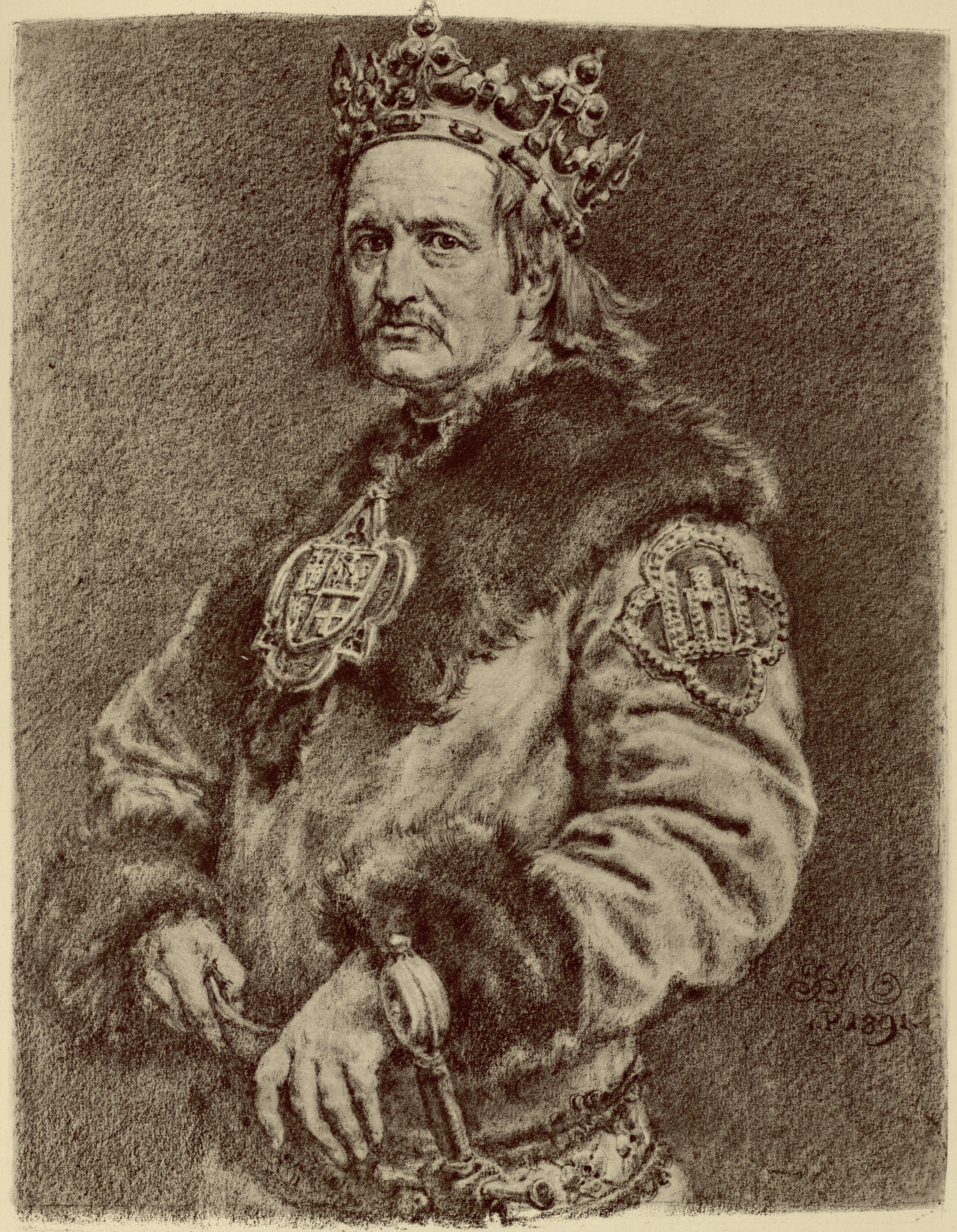
Władysław Jagiełło

- Jagiełło, wielki książę litewski, od 1386 jako Władysław II Jagiełło król Polski[4] (data niepewna[a]).